# Championnat d'Allemagne masculin de handball de deuxième division
Pour les articles homonymes, voir 2. Bundesliga.
Le championnat d'Allemagne masculin de handball de deuxième division (2. Bundesliga) constitue le deuxième niveau du handball allemand. Il a été créé en 1981.

## Formule
Avant la saison 2011-2012, la deuxième division se composait de deux groupes géographiques (Nord et Sud) de 18 équipes qui s’affrontent en matchs aller-retour. Le premier de chaque groupe était alors promu en 1.Bundesliga, ainsi que le vainqueur d’un barrage entre les deux clubs classés deuxièmes.
Depuis 2011, la deuxième division est composée d’une poule unique de 20 clubs et depuis 2018 seuls les deux premiers sont promus en Bundesliga alors qu'ils étaient trois auparavant.

## Palmarès

### Poules Nord et Sud
| Saison | Champion Nord             | Champion Sud                   | Champion Centre     |
| ------ | ------------------------- | ------------------------------ | ------------------- |
| 1982   | TSV Grün-Weiß Dankersen   | MTSV Schwabing                 | -                   |
| 1983   | HC TuRa Bergkamen         | TuSpo Nuremberg                | -                   |
| 1984   | TuRu Düsseldorf           | SG Wallau-Massenheim           | -                   |
| 1985   | OSC Dortmund              | VfL Günzburg                   | -                   |
| 1986   | VfL Hameln                | TSV Milbertshofen              | -                   |
| 1987   | TSV Bayer Dormagen        | SG Wallau-Massenheim           | -                   |
| 1988   | SG Weiche-Handewitt       | SG Leutershausen               | -                   |
| 1989   | DSC Wanne-Eickel          | TV Niederwürzbach              | -                   |
| 1990   | VfL Bad Schwartau         | SG Leutershausen               | -                   |
| 1991   | SG Hameln                 | TV Eitra                       | -                   |
| 1992   | SG Flensburg-Handewitt    | TuS Eintracht Wiesbaden        | VfL Eintracht Hagen |
| 1993   | VfL Bad Schwartau         | SG Stuttgart/Scharnhausen      | OSC 04 Rheinhausen  |
| 1994   | TuS Nettelstedt           | TV Eitra                       | -                   |
| 1995   | TSV GWD Minden            | OSC Rheinhausen                | -                   |
| 1996   | VfL Fredenbeck            | TuS Schutterwald               | -                   |
| 1997   | LTV/WSV Wuppertal         | ThSV Eisenach                  | -                   |
| 1998   | VfL Bad Schwartau         | HSG Dutenhofen/Münchholzhausen | -                   |
| 1999   | HSG Nordhorn              | TSV Bayer Dormagen             | -                   |
| 2000   | VfL Hameln                | Bergischer HC 06               | -                   |
| 2001   | SV Post Schwerin          | Frisch Auf Göppingen           | -                   |
| 2002   | TuS Nettelstedt-Lübbecke  | VfL Pfullingen                 | -                   |
| 2003   | Stralsunder HV            | SG Kronau-Ostringen            | -                   |
| 2004   | TuS Nettelstedt-Lübbecke  | HSG Düsseldorf                 | -                   |
| 2005   | 1. SV Concordia Delitzsch | MSG Melsungen/Böddiger         | -                   |
| 2006   | Eintracht Hildesheim      | HBW Balingen-Weilstetten       | -                   |
| 2007   | Füchse Berlin             | TUSEM Essen                    | -                   |
| 2008   | Stralsunder HV            | TSV Bayer Dormagen             | -                   |
| 2009   | TuS Nettelstedt-Lübbecke  | HSG Düsseldorf                 | -                   |
| 2010   | ASV Hamm-Westfalen        | TSG Ludwigshafen Friesenheim   | -                   |
| 2011   | Eintracht Hildesheim      | Bergischer Handball-Club 06    | -                   |

### Poule unique
| Saison    | Champion                    | deuxième                 | troisième            | Promus |
| --------- | --------------------------- | ------------------------ | -------------------- | ------ |
| 2012 (de) | TSV GWD Minden              | TUSEM Essen              | TV Neuhausen/Erms    | 3      |
| 2013      | Bergischer Handball-Club 06 | TV Emsdetten             | ThSV Eisenach        | 3      |
| 2014      | TSG Friesenheim             | HC Erlangen              | SG BBM Bietigheim    | 3      |
| 2015      | SC DHfK Leipzig             | ThSV Eisenach            | TV Bittenfeld        | 3      |
| 2016      | HC Erlangen                 | TSV GWD Minden           | HSC 2000 Cobourg     | 3      |
| 2017      | TuS Nettelstedt-Lübbecke    | TV Hüttenberg            | TSG Friesenheim      | 3      |
| 2018      | Bergischer HC               | SG BBM Bietigheim        | VfL Lübeck-Schwartau | 2      |
| 2019      | HBW Balingen-Weilstetten    | HSG Nordhorn-Lingen      | HSC 2000 Cobourg     | 2      |
| 2020 (de) | HSC 2000 Cobourg            | TUSEM Essen              | SG BBM Bietigheim    | 2      |
| 2021 (de) | HSV Hambourg                | TuS Nettelstedt-Lübbecke | VfL Gummersbach      | 2      |
| 2022 (de) | VfL Gummersbach             | ASV Hamm-Westfalen       | ThSV Eisenach        | 2      |